# Heike Hänsel
Heike Hänsel (nascida no dia 1 de janeiro de 1966) é um político alemão que representa a Esquerda. Nascida em Stuttgart, Baden-Württemberg, Heike Hänsel serve como membro do Bundestag pelo estado de Baden-Württemberg desde 2005.
Hansel está activa no movimento pela paz desde 1988. A partir de 1997, ela trabalhou para a Sociedade para a Cultura da Paz e foi observadora eleitoral em nome da OSCE. Ela está envolvida com o movimento Attac, que é crítico da globalização, desde 2001. De 2001 a 2003, foi membro do grupo de coordenação da Attac Alemanha e de 2004 a 2005 porta-voz do EU-AG da Attac Alemanha.
Heike Hänsel é membro do Bundestag desde 2005. É membro da Comissão de Relações Externas. Ela é vice-presidente do seu grupo parlamentar e porta-voz para as relações internacionais.